# Château de Nus
Le château de Nus, également le château de Plane, est un château valdôtain. Il se situe sur un promontoire au nord-ouest du hameau Plane dans la commune de Nus, à l'entrée du vallon de Saint-Barthélemy. 

## Histoire
La date de construction est difficile à repérer, mais elle devrait sans doute remonter à une période précédente au XIIIe siècle.

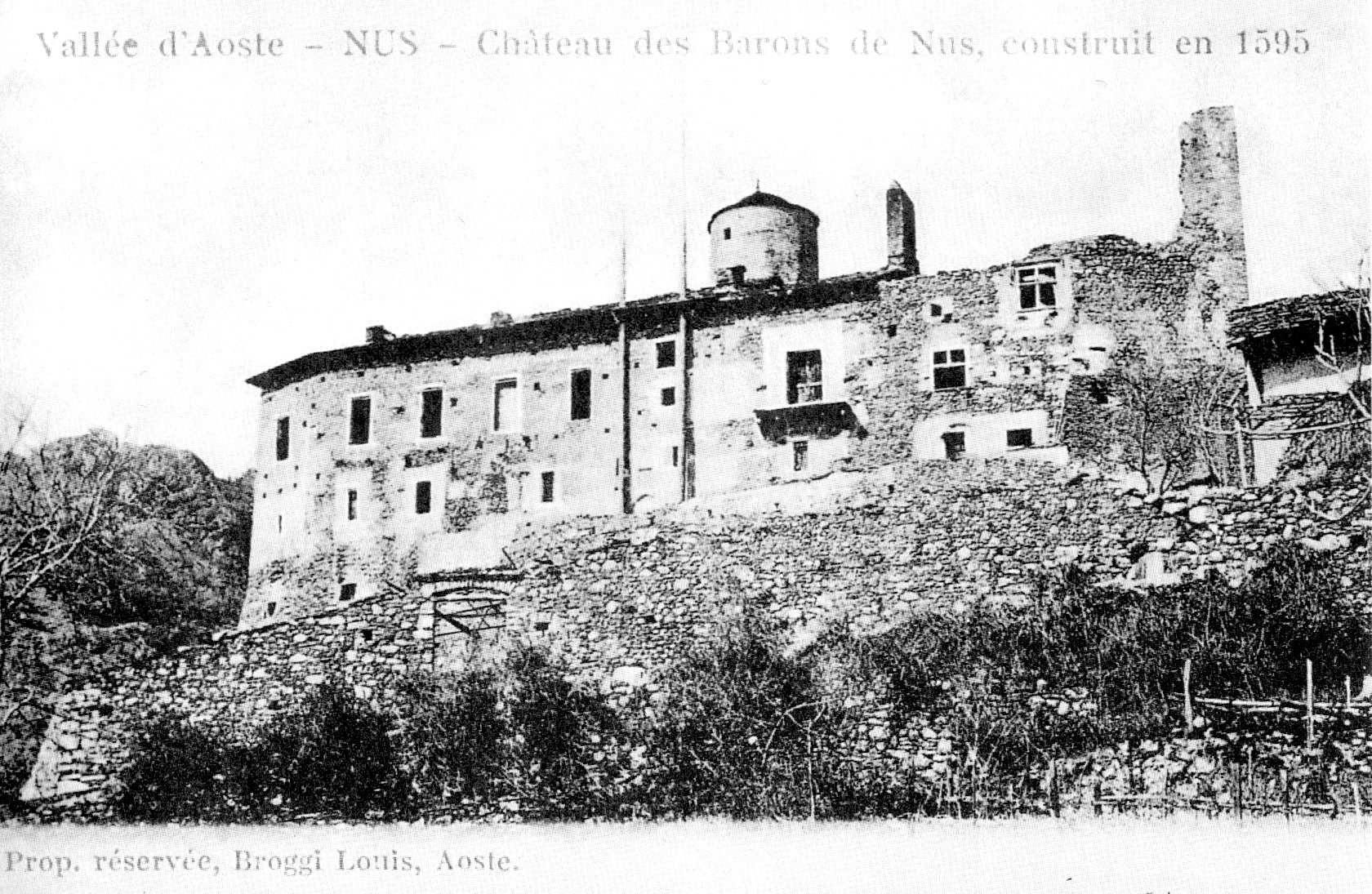
Le côté sud du château en 1905 : certains éléments de l'architecture se sont écroulés ensuite.

Le château de Nus est cité dans un document du 22 octobre 1287 attribué à Guillaume de Nus, qui devient vassal de la maison de Savoie. Les comtes de Savoie y furent accueillis en décembre 1287 et en septembre 1295 par Guillaume de Nus lors des déplacements pour les audiences générales qui se tenaient en Vallée d'Aoste. Cet événement eut lieu également sous Alexandre et Jean de Nus le 18 mars 1337 et sous Pierre de Nus en août 1430 pour les émissaires du comte Amédée VIII.
Son aspect a subi des modifications au cours des siècles suivants. La forme actuelle remonte aux travaux de 1595 à la suite d'un incendie.
Les fresques remontent à la fin du XVIIe siècle et au XIXe siècle.
Une petite chapelle dédiée à saint Michel se situait tout près du château. 
Il a été abandonné au XIXe siècle à la suite de l'extinction de la Maison de Nus, jusqu'à quand il a fait l'objet de travaux de restauration cofinancés par l'administration communale de Nus.

## Architecture

### Les origines et leXIVesiècle
Une tour quadrangulaire similaire à celle des châteaux valdôtains des XIe et XIIe siècles était présente jusqu'au début du XXe siècle.

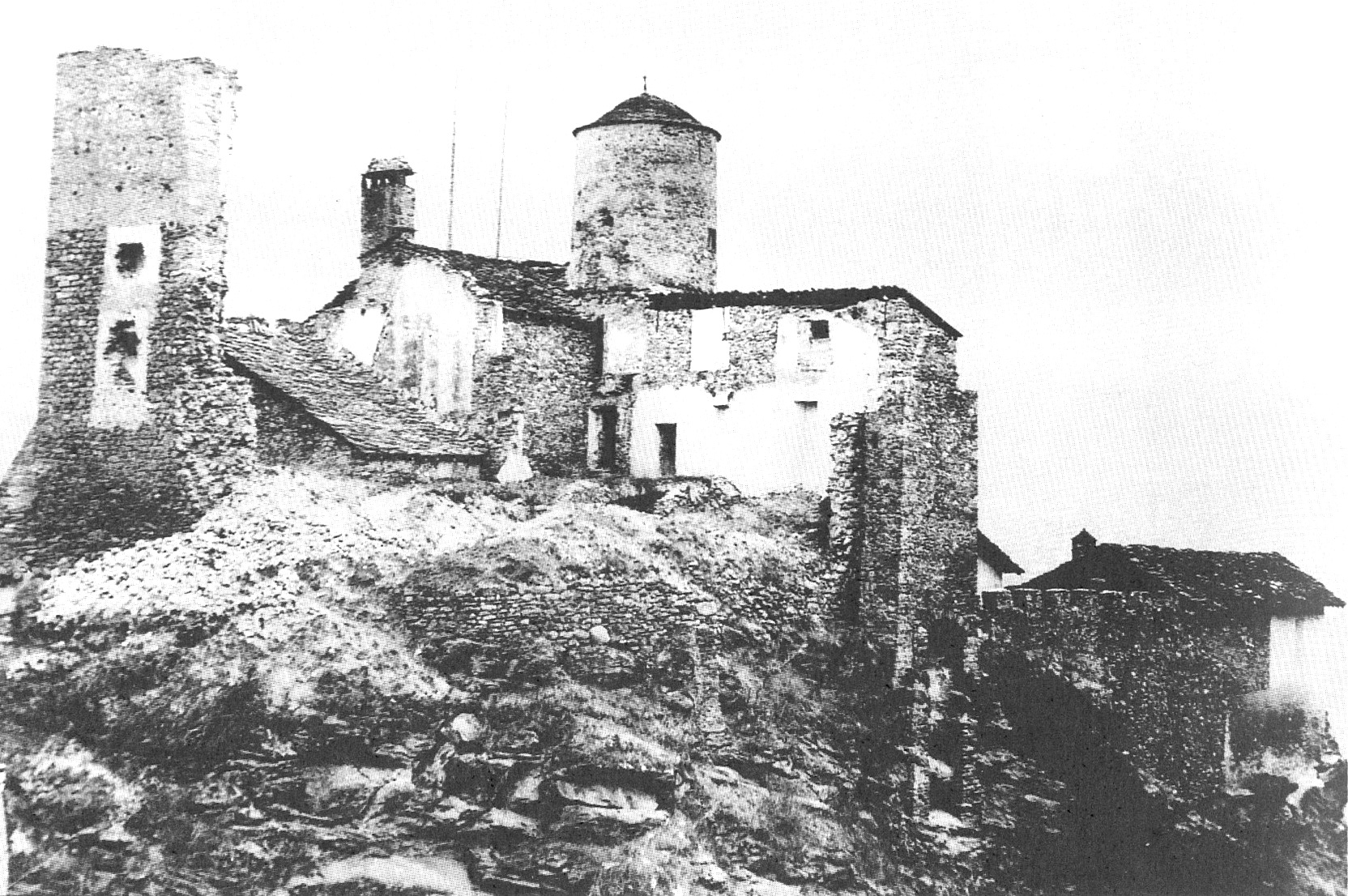
Le côté nord-est en 1904, lorsqu'il était encore possible d'apercevoir le donjon au milieu des ruines.

Un acte de partition signé en 1310 par les frères Jean et Alexandre nous fournit un cadre de la structure du château à cette époque. Deux édifices étaient présents, accueillant la cuisine, une salle dite antique et une chambre, l'étable et la cave. Parmi les éléments de propriété commune des deux frères figuraient le four, le donjon, la fontaine dans la cour et la chapelle Saint-Michel.
Une autre grosse salle séparée des deux bâtiments principaux appartenait à Vuillermetus de Palacio, un noble valdôtain.

### XVesiècle
Les modifications du XVe siècle affichent un changement de fonction du château, de la défense au confort de la résidence.
Une salle a été ajoutée en 1474 ensemble avec une salle décorée. D'autre remaniements remontent à 1595, bouleversant la structure originale. La grosse tour circulaire remonte au milieu du XVIe siècle.

### XVIe–XVIIesiècles
Au cours de cette période la partie orientale du château fut abandonnée.
Une salle dénommée domus est citée en 1541 (ensuite salle rouge), ensemble avec d'autres chambres appartenant à François-René et à Édouard de Nus.

### Les fresques
La salle de représentance conserve des fresques baroques.